# Deutz MTZ 320
Der Deutz MTZ 320 ist ein Schlepper, den Humboldt-Deutz von 1934 bis 1936 als Nachfolger für den MTZ 220 herstellte. Gegenüber dem Vorgänger steigerte Deutz die Leistung nochmal um 3 PS. Der Schlepper war genau wie seine Vorgänger MTZ 120 und MTZ 220 sowohl für den Einsatz auf der Straße als auch auf dem Acker konzipiert. Darüber hinaus verfügt der MTZ 320 über eine Riemenscheibe, mit der Dreschmaschinen, Häcksler und ähnliche Maschinen angetrieben werden können. Insgesamt wurden über 1400 Stück von diesem Typ gebaut.
Der liegend eingebaute Zweizylinder-Dieselmotor mit 5722 cm³ Hubraum leistet 36 PS und wird mit Wasser gekühlt. Das Getriebe hat drei Vorwärtsgänge und einen Rückwärtsgang. Auf Wunsch konnte der MTZ 320 mit Schwungradanlasser bestellt werden.